# Abu-l-Qàssim Àhmad ibn Hussayn ibn Qassi
Abu-l-Qàssim Àhmad ibn Hussayn ibn Qassi fou un rebel contra els almoràvits que va operar al sud de Portugal amb centre a Silves i sobirà amb títol d'imam.

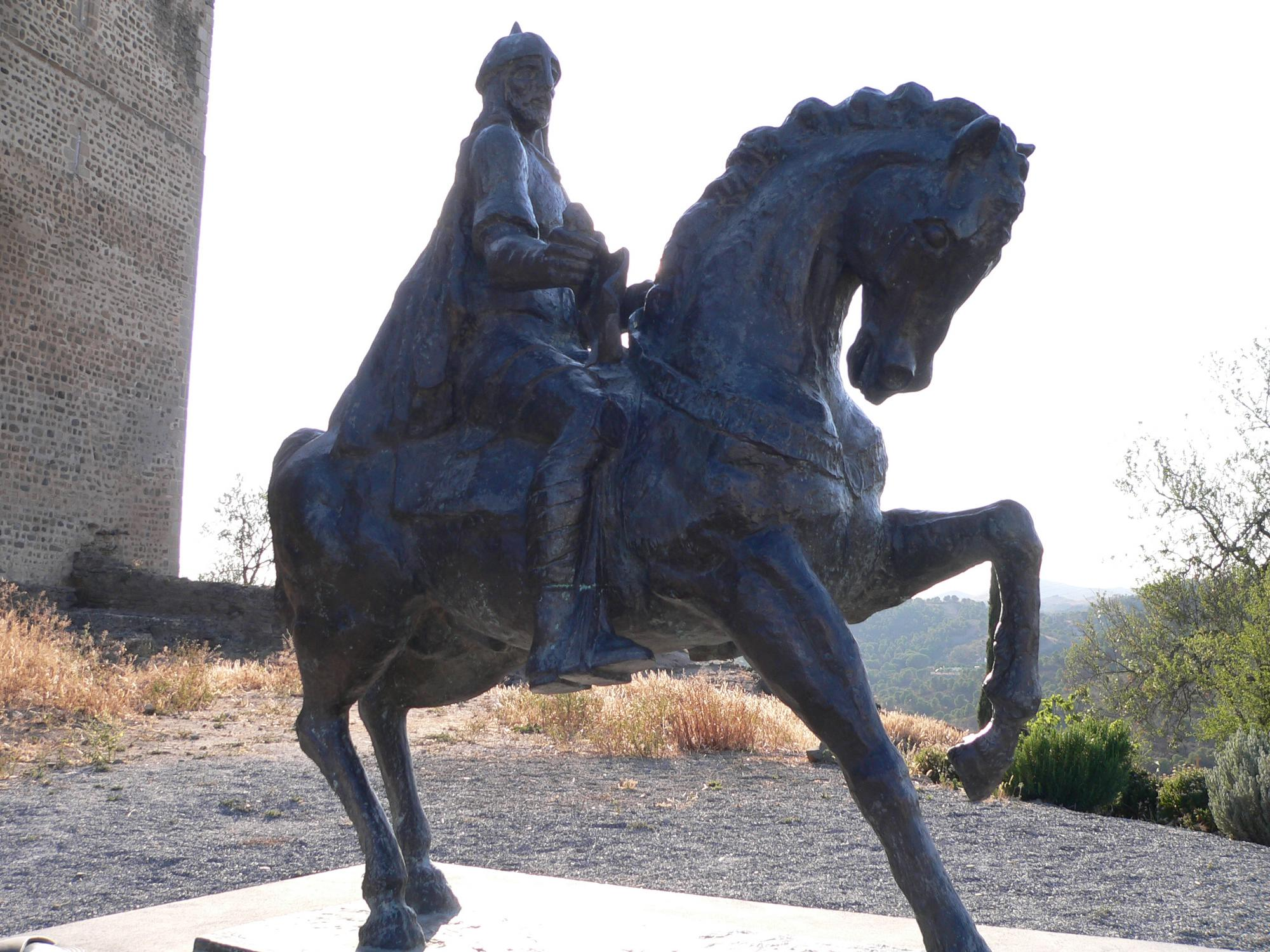
Estàtua d'Ibn Qassi al Castell de Mértola

Es creu que fou deixeble de l'escola sufí d'Almeria d'Ibn al-Arif, i company d'estudis d'Ibn Barrajan de Sevilla, que es va proclamar imam i fou reconegut a uns 130 pobles fins que fou arrestat i empresonat per orde del sobirà almoràvit Alí ibn Yússuf abans de poder consolidar-se. Abu-l-Qàssim Àhmad se suposa que volia seguir els seus passos.
Va viatjar per tot l'Àndalus i va organitzar una banda de lleials, i és possible que molts d'aquests foren delinqüents o gent de mala vida davant els que es feia anomenar el Mahdí i fingia miracles (makharik), encara que això resulta d'una font adversa. Va construir una ràbita o centre per acollir als seus partidaris muridun (aspirants a la vida mística) organitzats en milícies religioses. Des de la seva ràbita va difondre el seu missatge i un any després de la mort del cap sufí Ibn al-Arfis a Marràqueix el 1141, va llançar la seva reclamació a l'imamat (1142).
La descomposició del poder almoràvit feia que els camins fossin insegurs i plens de bandits i en un cop de mà es va intentar apoderar de la fortalesa de Monteagudo sense èxit (1144), però poc després el 15 d'agost de 1144 un destacament de 60 muriduns manats per Ibn al-Kabila, va sorprendre per engany la fortalesa de Mértola (Setge de Mértola), on es va instal·lar Ibn Qassi sent reconegut imam pels seus partidaris. Dos caps rebels, Ibn Wàzir i Ibn Mundhir, se li van unir i va dominar llavors Evora, Beja, Huelva, Niebla i Silves formant un regne amb Ibn Qassi com a sobirà amb títol d'imam.
A partir del 1145 es va enfrontar al seu germà Ibn Wàzir i llavors es va acostar als almohades als quals va encoratjar a desembarcar a l'Àndalus. Jerez de la Frontera, Arcos de la Frontera, Ronda i Niebla van reconèixer la sobirania almohade tan bon punt van desembarcar (1147); els almohades van dominar Silves i al darrere Beja i van seguir amb Mértola, Sevilla i Badajoz. El seu poder a Silves trontollava i es va aliar amb els portuguesos de Coïmbra; això va provocar l'oposició a la mateixa Silves on un grup d'homes el va assassinar el 1151. Els seus dominis van passar tot seguit als almohades.